# Tartu Titans
I Tartu Titans sono una squadra di football americano di Tartu, in Estonia; fondati nel 2009, hanno vinto una Baltic Sea League.
Il club opera sotto la MTÜ Tartu Sport. I suoi giocatori hanno partecipato nelle file dei Tallinn Torm alla seconda divisione del campionato finlandese. Nell'agosto 2010 la squadra ha partecipato in Lettonia al torneo "Open Flagfootball", dove si è classificata terza.

## Dettaglio stagioni

### Tornei nazionali

#### Campionato

##### III-divisioona (campionato finlandese)
| Stagione | regular season | regular season | regular season | regular season | regular season | regular season | playoff | playoff | playoff | playoff | playoff | playoff   | playoff                |
|          | Vin            | Par            | Per            | Tot            | PF             | PS             | Vin     | Per     | Tot     | PF      | PS      | risultato | avversaria             |
| -------- | -------------- | -------------- | -------------- | -------------- | -------------- | -------------- | ------- | ------- | ------- | ------- | ------- | --------- | ---------------------- |
| 2016     | 3              | 0              | 5              | 8              | 110            | 253            | 0       | 1       | 1       | 14      | 32      | Wild Card | Helsinki Wolverines II |
| Totale   | 3              | 0              | 5              | 8              | 110            | 253            | 0       | 1       | 1       | 14      | 32      |           |                        |

Fonti: Enciclopedia del Football - A cura di Roberto Mezzetti

### Tornei internazionali

#### Baltic League/Baltic Sea League
| Stagione | regular season | regular season | regular season | regular season | regular season | regular season | playoff | playoff | playoff | playoff | playoff | playoff     | playoff       |
|          | Vin            | Par            | Per            | Tot            | PF             | PS             | Vin     | Per     | Tot     | PF      | PS      | risultato   | avversaria    |
| -------- | -------------- | -------------- | -------------- | -------------- | -------------- | -------------- | ------- | ------- | ------- | ------- | ------- | ----------- | ------------- |
| 2013     | 2              | 0              | 2              | 4              | 80             | 59             | 1       | 0       | 1       | 13      | 0       | Campioni    | Riga Mad Dogs |
| 2015     | 3              | 0              | 1              | 4              | 149            | 23             | 1       | 1       | 2       | 32      | 44      | Baltic Bowl | Riga Lions    |
| Totale   | 5              | 0              | 3              | 8              | 229            | 82             | 2       | 1       | 3       | 45      | 44      |             |               |

Fonti: Enciclopedia del Football - A cura di Roberto Mezzetti

#### Monte Clark Cup
| Stagione | regular season | regular season | regular season | regular season | regular season | regular season | playoff | playoff | playoff | playoff | playoff | playoff   | playoff     |
|          | Vin            | Par            | Per            | Tot            | PF             | PS             | Vin     | Per     | Tot     | PF      | PS      | risultato | avversaria  |
| -------- | -------------- | -------------- | -------------- | -------------- | -------------- | -------------- | ------- | ------- | ------- | ------- | ------- | --------- | ----------- |
| 2017     | 3              | 0              | 1              | 4              | 134            | 71             | 1       | 1       | 2       | 32      | 57      | Finale    | Minsk Zubrs |
| 2018     | 0              | 0              | 4              | 4              | 20             | 131            | -       | -       | -       | -       | -       | -         | -           |
| Totale   | 3              | 0              | 5              | 8              | 154            | 202            | 1       | 1       | 2       | 32      | 57      |           |             |

Fonti: Enciclopedia del Football - A cura di Roberto Mezzetti

## Palmarès
- 1 Baltic Bowl (2013)